# 알베르토 브랄리아
알베르토 브랄리아(이탈리아어: Alberto Braglia, 1883년 3월 23일 ~ 1954년 2월 5일)은 이탈리아의 체조 선수로 1908년과 1912년 하계 올림픽에서 3개의 금메달을 획득하였다.
에밀리아로마냐주 캄포갈리아노에서 태어난 브랄리아는 12세 때 클럽에서 체조를 연습하였다. 1908년 런던 올림픽에서 개인 종합전을 우승한 후, 공공 장소에서 심각한 어깨 부상을 당하고 자신의 4세가 된 아들의 사망으로 우울증에 걸렸다.
4년 후 1912년 스톡홀름 올림픽이 다가오기 전에 회복되었으며, 경기의 개막식에서 이탈리아 선수단의 기수였고 자신의 2개의 금메달을 추가하였다. 은퇴 후, 서커스들에서 곡예사로 상연하였다. 모데나에서 심정지로 사망하였다.